# Hälsinglands Klätterklubb
Hälsinglands Klätterklubb är en lokal klätterklubb som startades 1981 av en grupp klättrare från Söderhamn och Arbrå. Beviljades medlemskap i Svenska klätterförbundet samma år och blev därigenom förbundets tionde medlemsklubb. Under 1980-talet utvecklade klubbens medlemmar klättringen i landskapet, främst på Bodberget utanför Arbrå, Mörkberget i Järvsö, Olberget i Mo, Gullberget i Bergvik och Blaxås i Enånger, men även isklättring på Åsberget norr om Arbrå.
1989 slogs klubben samman med Gävle klätterklubb på grund av svikande medlemsunderlag och istället bildades den Gävlebaserade Gästrike klätterklubb. I mitten på 1990-talet återuppstod dock klubben under en period kring en kärna av Järvsö- och Ljusdalsbaserade klättrare.